# Ubli (Herceg Novi)
Pour les articles homonymes, voir Ubli.
Ubli (en serbe cyrillique : Убли) est un village du sud-ouest du Monténégro, dans la municipalité de Herceg Novi.

## Démographie

### Évolution historique de la population
| 1948 | 1953 | 1961 | 1971 | 1981 | 1991 | 2003 |
| ---- | ---- | ---- | ---- | ---- | ---- | ---- |
| 397  | 375  | 298  | 221  | 114  | 67   | 33   |